# Famille Exner
 (juillet 2024).
Si vous disposez d'ouvrages ou d'articles de référence ou si vous connaissez des sites web de qualité traitant du thème abordé ici, merci de compléter l'article en donnant les références utiles à sa vérifiabilité et en les liant à la section « Notes et références ».
La famille Exner est une famille autrichienne dont les membres célèbres vécurent aux XIXe et XXe siècles.
Elle regroupe des scientifiques, médecins, philosophes et autres disciplines cognitives. 

## Personnalités
- Franz Serafin Exner, philosophe autrichien du XIXe siècle, dont :
  - Adolf Exner, juriste et professeur de droit ;
  - Karl Exner, mathématicien et physicien ;
  - Franz-Serafin Exner, physicien ;
  - Siegmund Exner, médecin et physiologiste ;
  - Marie von Frisch, née Exner, épouse d'Anton von Frisch et mère de Karl von Frisch, connue pour sa correspondance avec Gottfried Keller.
- Franz Exner, criminologue germano-autrichien ;
- Hilde Exner, artiste autrichienne ;
- Nora Exner, artiste autrichienne.